# Chlorospatha besseae
Chlorospatha besseae är en kallaväxtart som beskrevs av Michael T. Madison. Chlorospatha besseae ingår i släktet Chlorospatha och familjen kallaväxter. IUCN kategoriserar arten globalt som starkt hotad.
Artens utbredningsområde är Ecuador. Inga underarter finns listade.